# Natallja Permjakova
Natallja L'voŭna Permjakova (in bielorusso Наталля Львоўна Пермякова?; in russo Наталья Львовна Пермякова?, Natal'ja L'vovna Permjakova; Apatity, 22 maggio 1970) è un'ex biatleta bielorussa.

## Biografia
In Coppa del Mondo ottenne il primo risultato di rilievo il 19 dicembre 1992 a Pokljuka (13ª) e l'unico podio il 7 marzo 1996 nella medesima località (2ª).
In carriera prese parte a due edizioni dei Giochi olimpici invernali, Lillehammer 1994 (38ª nella sprint, 7ª nell'individuale, 6ª nella staffetta) e Nagano 1998 (41ª nell'individuale), e a sei dei Campionati mondiali, vincendo due medaglie.

## Palmarès

### Mondiali
- 2 medaglie:
  - 1 oro (gara a squadre[2] a Canmore 1994)
  - 1 argento (gara a squadre[2] a Borovec 1993)

### Coppa del Mondo
- Miglior piazzamento in classifica generale: 24ª nel 1995
- 1 podio (individuale[1]), oltre a quelli ottenuti in sede iridata e validi anche ai fini della Coppa del Mondo:
  - 1 secondo posto